# Dan Rabinowitz
Dan Rabinowitz (geboren 1954 in Haifa) ist ein israelischer Sozialanthropologe.     

## Leben
Dan Rabinowitz studierte am King’s College London (B.A., 1982) und am Pembroke College, Cambridge University (M.Phil, 1983) und wurde 1990 in Cambridge promoviert. 
Rabinowitz ist Professor für Anthropologie an der Universität Tel Aviv. Er lehrt auch an der Central European University in Budapest. Rabinowitz war von 1999 bis 2004 Vorsitzender von GreenPeace Mediterranean.

## Schriften (Auswahl)
- Overlooking Nazareth: The Ethnography of Exclusion in Galilee. Cambridge University Press, 1997 ISBN 9780521564953
- mit Khawla Abu Baker: Coffins on our shoulders : the experience of the Palestinian citizens of Israel. Berkeley : University of California Press, 2005
- mit Daniel Monterescu (Hrsg.): Mixed Towns, Trapped Communities: Historical Narratives, Spatial Dynamics. Burlington, VT: Ashgate Publishing, 2007 ISBN 978-0-7546-4732-4.
- Victimhood, Intersectionality, and the Debate on Academic Boycott in an Age of Impending Illiberalism, in: Konrad J. Kuhn, Katrin Sontag, Walter Leimgruber (Hrsg.): Lebenskunst : Erkundungen zu Biographie, Lebenswelt und Erinnerung : Festschrift für Jacques Picard. Köln : Böhlau, 2017 ISBN 978-3-412-50755-8, S. 464–473
- The Lost Library: The Legacy of Vilna's Strashun Library in the Aftermath of the Holocaust (The Tauber Institute Series for the Study of European Jewry) 2018
- The power of deserts : climate change, the Middle East, and the promise of a post-oil era. Stanford, California : Stanford Brief, 2020